# Cantone di La Clayette
Il Cantone di La Clayette era una divisione amministrativa dell'arrondissement di Charolles.
È stato soppresso a seguito della riforma complessiva dei cantoni del 2014, che è entrata in vigore con le elezioni dipartimentali del 2015.
Comprendeva i comuni di:
- Amanzé
- Baudemont
- Bois-Sainte-Marie
- La Chapelle-sous-Dun
- Châtenay
- La Clayette
- Colombier-en-Brionnais
- Curbigny
- Dyo
- Gibles
- Ouroux-sous-le-Bois-Sainte-Marie
- Saint-Germain-en-Brionnais
- Saint-Laurent-en-Brionnais
- Saint-Racho
- Saint-Symphorien-des-Bois
- Vareilles
- Varennes-sous-Dun
- Vauban